# Rivierlandschap met ruiters
Rivierlandschap met ruiters is een schilderij van de Noord-Nederlandse kunstschilder Aelbert Cuyp. Het kunstwerk bevindt zich in het Rijksmuseum in Amsterdam.

## Voorstelling
Het stelt een rivierlandschap voor met twee Nederlandse officieren, die halt houden bij een rivier. Een van hen drenkt zijn paard. Een herder, die even verderop zijn kudde bewaakt, kijkt toe. De voorstelling is geplaatst aan de Waal tussen Nijmegen en Kleef. Cuyp heeft in deze omgeving in het begin van de jaren 1650 verschillende landschapstekeningen gemaakt, die hij verder uitwerkte in zijn atelier in Dordrecht.

## Toeschrijving en datering
Het schilderij is middenonder gesigneerd ‘A. Cuijp’ en wordt in de kunsthistorische literatuur meestal omstreeks 1655 gedateerd.

## Herkomst
Het werk komt voor het eerst voor op de boedelveiling van Jacob Odon bij veilinghuis P. van der Schley et al. in Amsterdam, waar het voor 380 gulden werd verkocht aan een zekere Coclair. Omstreeks 1795 was het in het bezit van de Londense kunsthandelaar Noel Joseph Desenfans, die het omstreeks 1796 vermoedelijk verkocht aan Joseph Martin (overl. 1828), eigenaar van het landgoed Ham Court in Upton-upon-Severn in het Engelse graafschap Worcestershire. In 1842 wordt het vermeld als eigendom van zijn zoon John Joseph Martin (1790-1873), die het na zijn dood naliet aan zijn neef George Edward Martin (1829-1905). Begin 20e eeuw werd het verworven door Baron Alfred de Rothschild, die afwisselend woonde in Londen en Halton House in Buckinghamshire. Na zijn dood in 1918 werd het geërfd door zijn neef Lionel Nathan de Rothschild, die het in de jaren 1920 overbracht naar zijn buitenverblijf Exbury House in Exbury in het graafschap Hampshire. Na zijn dood in 1942 ging het naar zijn zoon, Edmund Leopold de Rothschild (1916-2009), die het in 1965 voor 192.500 pond verkocht aan het Rijksmuseum. Deze aankoop werd gedaan met steun van de Staat der Nederlanden, de Vereniging Rembrandt, het Prins Bernhard Fonds en de Commissie voor Fotoverkoop. Het geld hiervoor was eigenlijk bedoeld voor een werk van Rembrandt, dat het Rijksmuseum was misgelopen.